# Герб Шосткинського району
Герб Шосткинського району — офіційний символ Шосткинського району Сумської області. Затверджений в січні 2022 року сесією районної ради. Автор герба — Володимир Єфремов.

## Опис
Герб Шосткинського району розподілено на чотири рівні частини, які відображають історичні особливості усіх чотирьох об'єднаних районів.
Синій та жовтий кольори – це кольори Державного Прапору України, зелений – символ лісів краю, срібний – виходить із сірого, висловлює прагнення до свободи та втілює в собі благородність, безпеку, міцність.
Основою герба є геральдичний щит закруглений нижньою частиною.
Щит скошений зліва і справа, у верхньому синьому полі перехрещені золоті булава та пернач, що засвідчують роль міста Глухова в українській історії (місто впродовж 1708-1722 і 1727-1734 років було гетьманською столицею Лівобережної України).
У нижній частині на жовтому фоні золота козацька порохівниця – зв'язок  з історичним ареалом  міста Шостки.
У лівій частині на зеленому полі зображений лапчастий хрест та три восьмикутні зірки по колу. Це зображення було на печатці Ямпільської сотні, відбиток якої зберігся до нашого часу.
У правій частині на срібному фоні зображено кленове і дубове листя, які символізують будівельний промисел, заснований на лісових багатствах краю. Також дубове листя символізує те, що місто Середина-Буда засноване на околиці великого дубового масиву, залишком якого сьогодні є парк «Мирщина».

## Герб до укрупнення районів

Герб Шосткинського району до 2022 року

Був затверджений 30 січня 2004 року сесією Шосткинської районної ради.

### Опис
Щит перетятий срібною хвилястою нитяною балкою. На верхній зеленій частині поля золотий колосок у стовп, оточений по колу сімнадцятьма золотими зірками (кількість територіальних громад району); на нижній лазуровій частині поля золота козацька порохівниця.